# Scleroplegma lanterna
Scleroplegma lanterna is een sponssoort in de taxonomische indeling van de glassponzen (Hexactinellida). De spons leeft diep in zee. Het skelet van de spons bestaat uit spicula van kiezel.
De spons behoort tot het geslacht Scleroplegma en behoort tot de familie Diapleuridae. De wetenschappelijke naam van de soort werd voor het eerst geldig gepubliceerd in 1879 door Schmidt.